# Viktor Pinčuk
Viktor Mychajlovyč Pinčuk (in ucraino  Віктор Миха́йлович Пінчýк?; Kiev, 14 dicembre 1960) è un imprenditore e politico ucraino, oligarca e fondatore di EastOne Group LLC, una società internazionale di investimento, finanziamento di progetti e consulenza finanziaria con sede a Londra, e di Interpipe Group, uno dei principali produttori ucraini di tubi, ruote e acciaio. Pinčuk è il proprietario di quattro canali televisivi e di un popolare tabloid, Fakty i Kommentarii. È stato membro del parlamento ucraino, la Verchovna Rada, per due mandati consecutivi dal 1998 al 2006.
Forbes lo ha classificato come 1.250º nella lista delle persone più ricche del mondo, con una fortuna di 1,44 miliardi di dollari..

## Biografia
Pinčuk è nato nel 1960 a Kiev da genitori ebrei che si sono trasferiti nella città industriale di Dnipropetrovsk. Si è laureato presso l'Istituto metallurgico di Dnipropetrovsk con un dottorato in ingegneria industriale nel 1987. Tre anni dopo, fondò la Interpipe Company sulla base delle sue innovazioni brevettate, che furono adottate dalle principali fabbriche metallurgiche dell'URSS.
Interpipe è un importante produttore di tubi senza saldatura e ruote ferroviarie. Nel 2004, Pinčuk e Rinat Achmetov, due degli uomini più ricchi dell'Ucraina, hanno acquisito la fabbrica di acciaio Kryvorižstal per circa 800 milioni di dollari. Il presidente Leonid Kučma, che è il suocero di Pinčuk, ha autorizzato la vendita di beni statali, che i concorrenti hanno lamentato essere molto al di sotto del tasso di mercato. Nel 2006 il primo governo di Julija Tymošenko invertirà questa vendita e terrà un'asta ripetuta trasmessa a livello nazionale che incasserà 4,8 miliardi di dollari. 
Pinčuk è stato membro del Parlamento ucraino tra il 1998 e il 2006 per l'Ucraina laburista. Ha lasciato la politica dopo essere giunto alla conclusione che l'Ucraina aveva raggiunto un livello di sviluppo in cui affari e politica dovrebbero essere separati.
Nel 2004, dopo la salita al potere di Viktor Janukovyč, su sua iniziativa nacque la Yalta European Strategy (YES), un think tank sostenuto tra gli altri dalla International Renaissance Foundation di George Soros e nato per discutere del futuro europeo e dell'adesione dell'Ucraina alla NATO e di cui faranno parte personalità importanti del calibro di Aleksander Kwaśniewski (ex Presidente della Polonia) come presidente del consiglio, Anders Fogh Rasmussen (ex segretario generale della NATO), Victoria Nuland (funzionaria statunitense), Natalie Jaresko (ministro delle finanze ucraino), Javier Solana (Alto rappresentante per la politica estera e di sicurezza comune dell'UE), Pat Cox (ex Presidente del Parlamento Europeo). Gli incontri annuali si svolsero a Yalta fino al 2013 e successivamente a Kiev a seguito dell'annessione della Crimea da parte della Russia. Pinčuk è anche il fondatore del Davos Philantropic Roundtable, ossia la tavola rotonda degli Amici di Davos, e del Davos Ukrainan Lunch, organizzati in occasione dell'incontro annuale del Forum economico mondiale di Klaus Schwab.
Nel 2006, Pinčuk ha fondato una società di consulenza sugli investimenti, EastOne. Il suo portafoglio comprende attività industriali come la produzione di tubi, ruote per vagoni ferroviari, acciai e leghe speciali, macchinari e supporti.
Pinčuk è membro del consiglio di amministrazione del Peterson Institute for International Economics, dell'International Advisory Board dell'Atlantic Council, dell'International Advisory Council della Brookings Institution e del Corporate Advisory Board della Global Business Coalition contro HIV/AIDS, TB e malaria. Inoltre è membro della Commissione transatlantica sull'integrità elettorale, presieduta da Anders Fogh Rasmussen insieme al futuro Presidente USA Joe Biden, la sua fondazione sostiene la Clinton Global Initiative e ha aderito al Giving Pledge, fondato nel 2010 da Bill Gates e Warren Buffett. Pinčuk detiene poi una quota di VS Energy International Ukraine insieme a Michail Spektor e Ihor Kolomojs'kyj.
Nel 2013, i produttori di acciaio americani hanno presentato un caso al Dipartimento del Commercio degli Stati Uniti sostenendo che Interpipe Group stava scaricando illegalmente tubi d'acciaio nel mercato americano del gas naturale.
Nel dicembre 2016, Viktor Pinčuk ha pubblicato un articolo sul Wall Street Journal ("L'Ucraina deve fare dolorosi compromessi per la pace con la Russia"), in cui suggeriva all'Ucraina di abbandonare temporaneamente la prospettiva di adesione all'UE, di escludere l'adesione alla NATO e di trovare un compromesso con la Russia sulla penisola di Crimea per raggiungere la pace nell'Ucraina orientale.
L'articolo ha suscitato critiche da parte delle autorità politiche ucraine. Dopo la sua pubblicazione, l'allora presidente Petro Porošenko ha annullato una visita ad un evento a Davos, che ha avuto luogo il 19 gennaio 2017.
L'ex vice primo ministro per l'integrazione europea ed euro-atlantica dell'Ucraina, Ivanna Klimpuš-Cyncadze, ha affermato che le tesi del "piano di pace" di Pinčuk erano già state utilizzate dalla propaganda russa.

## Vita privata

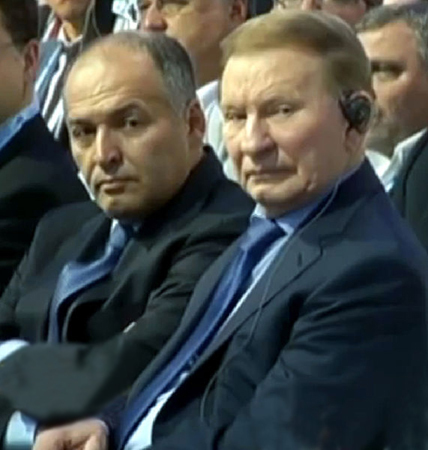
Pinčuk con suo suocero Leonid Kučma nel 2014

Viktor Pinčuk è sposato con Olena Pinčuk, figlia del secondo presidente dell'Ucraina, Leonid Kučma. Olena Pinčuk gestisce la Fondazione ANTIAIDS, che si concentra sulla prevenzione e la distribuzione retrovirale e la cura dell'AIDS in Ucraina. Lei e Pinčuk sono amici del cantante Elton John e dell'ex presidente degli Stati Uniti Bill Clinton, alla cui festa per il 65º compleanno Pinčuk ha partecipato a Los Angeles. Viktor Pinčuk ha tre figlie e un figlio.
Pinčuk ha speso più di 6 milioni di dollari per la sua festa di 50º compleanno a Courchevel, volendo il Cirque du Soleil e lo chef Alain Ducasse.

## Accuse di corruzione
Il 4 marzo 2015, all'udienza sulla Commissione speciale di controllo delle privatizzazioni nella Verchovna Rada dell'Ucraina, l'oligarca Ihor Kolomojs'kyj ha accusato Viktor Pinčuk di aver ricevuto una tangente di 5 milioni di dollari al mese per i diritti di gestione di Ukrnafta, di cui il 50 + 1% è di proprietà della società statale Naftogaz dell'Ucraina. Secondo Kolomojs'kyj, il denaro è stato trasferito a società offshore, i cui "proprietari ultimi sono stati identificati" come Viktor Pinčuk e Leonid Kučma. 
"Abbiamo pagato questi soldi e, inoltre, abbiamo pagato i dividendi allo stato, tutte le tasse e tutto il resto. Ma per il diritto a ricevere i nostri dividendi, siamo stati costretti a pagare altri 5 milioni dai nostri dividendi a Pinčuk", ha detto Kolomojs'kyj.
Il 18 marzo 2015, l'Ufficio nazionale anticorruzione ha avviato un procedimento penale sulla base delle dichiarazioni di Kolomojs'kyj. Secondo l'indagine, l'importo della tangente a Viktor Pinčuk dal 2003 al 2006 sarebbe stato di 110 milioni di dollari.